# Larry Hughes
Larry Hughes (nascut el 23 de gener de 1979 a Saint Louis, Missouri) és un exjugador professional de bàsquet que va jugar en Philadelphia 76ers, Golden State Warriors, Washington Wizards, Cleveland Cavaliers, Chicago Bulls, New York Knicks, Sacramento Kings, Charlotte Bobcats i Orlando Magic de l'NBA, sent escollit en vuitè lloc per Philadelphia en la primera ronda de 1998 de la Saint Louis University, on va ser escollit com Freshman of the Year. fins a retirar-se després de tretze anys de carrera. És conegut com a "STL" per ser un dels pocs jugadors que han sortit de la zona de Saint Louis, on va fundar la Larry Hughes Basketball Academy després de retirar-se.